# Теннис
Те́ннис (англ. tennis) или большо́й теннис — вид спорта, в котором соперничают либо два игрока («одиночная игра»), либо две команды, состоящие из двух игроков («парная игра»).
Задачей соперников — тенниси́ста или тенниси́стки — является при помощи ракеток отправлять мяч на сторону соперника так, чтобы тот не смог его отразить, не более чем после первого падения мяча на игровом поле на половине соперника.
У современного тенниса в английском языке есть официальное название ла́ун-теннис (англ. lawn [lɔːn] «лужайка») для отличия от реал-тенниса (или жё-де-пом во французском варианте названия) — более старой разновидности, в которую играют в закрытых помещениях и на совершенно другом типе корта.
Теннис является олимпийским видом спорта.

## История
Прямым предшественником современного тенниса считается игра в помещениях, до конца XIX века носившая то же название, а в настоящее время известная как реал-теннис, корт-теннис или жё-де-пом (фр. jeu de paume, в буквальном переводе игра ладонью). Жё-де-пом, в который могли играть одновременно до 12 человек, появился в XI веке, по-видимому, в монастырях. Вначале в этой игре, как и в ручной пелоте, мяч отбивали рукой, затем появились перчатки, биты и, наконец, в XVI веке, ракетки и сетка. На это же время приходится пик популярности жё-де-пома, в который играли французские, английские и испанские короли того времени.
Одним из наиболее известных упоминаний тенниса в средневековой литературе является эпизод в исторической хронике Шекспира «Генрих V», где французский дофин в насмешку присылает молодому английскому королю бочонок теннисных мячей.
В XVI веке практически все французские короли играли в теннис: теннисный зал был оборудован на королевской яхте Франциска I, Генрих II повелел построить теннисный зал в Лувре, а Карл IX в 1571 году, даруя парижским игрокам в теннис и мастерам, изготовлявшим ракетки, право на гильдию, назвал теннис «одним из самых благородных, достойных и полезных для здоровья упражнений, которыми могут заниматься принцы, пэры и другие знатные особы».
Тем не менее, на протяжении большей части своей истории теннис оставался игрой избранных. Малое количество участников матча и ограниченное пространство для зрителей не позволили ему стать по-настоящему народным развлечением, и уже через сто лет даже в Париже было всего десять залов для игры в теннис, все в плохом состоянии. Теннисные залы стали приспосабливать для иных нужд, в том числе для выступления театральных трупп, и, согласно «Оксфордской иллюстрированной энциклопедии театра», это предопределило форму будущих театральных залов.
В 1874 году майор Вальтер Клоптон из Уингфилда (Англия) разработал правила новой, близкой по сути к современному теннису игры, которую он назвал «сферистика». По прошествии года правила сферистики были усовершенствованы, и игра получила новое название — «лаун-теннис», что в переводе с английского означает «теннис на лужайке».
В 1899 году у четырёх студентов Гарвардского университета зародилась идея проведения теннисного турнира, в котором участвуют национальные сборные команды. Один из них, Дуайт Дэвис, разработал схему проведения турнира и купил на собственные деньги приз для победителя — серебряный кубок. Первый турнир состоялся в Бруклайне (штат Массачусетс) в 1900 году, и в нём приняли участие сборные США и Великобритании. Дэвис вместе с двумя другими студентами Гарварда играл за команду США, которая неожиданно победила, выиграв затем и следующий матч в 1902 году. С тех пор турнир проводился каждый год (за некоторыми исключениями), а после смерти Дэвиса в 1945 году получил название Кубок Дэвиса и сейчас является популярным ежегодным событием в мире тенниса.
В 1923 году одна из ведущих теннисисток мира, Хейзел Хочкисс-Уайтмен, в целях популяризации женского тенниса учредила командный Кубок Уайтмен, но это соревнование, будучи впервые проведённым между женскими сборными США и Великобритании, так и осталось внутренним делом этих двух команд на всём протяжении своего существования до 1990 года, когда британская сторона объявила о прекращении участия в турнире. Только в 1963 году Международная федерация лаун-тенниса учредила Кубок Федерации — женское командное соревнование, ставшее аналогом мужского Кубка Дэвиса.
Начиная с 1920-х годов, профессиональные теннисные игроки начали зарабатывать деньги, выступая в показательных матчах перед публикой, которая платила за право смотреть игру. Первой, кто подписал профессиональный контракт на выступления перед публикой, стала чемпионка Олимпийских игр в Антверпене Сюзанн Ленглен. Её турне организовал предприниматель Чарльз Пайл, пытавшийся также заключить контракт с другими ведущими теннисистками мира, Хелен Уиллз и Моллой Мэллори, но не преуспевший в этом. Тогда в качестве партнёрши для Ленглен была ангажирована Мэри Браун, трёхкратная чемпионка США и капитан сборной страны в Кубке Уайтмен, которой к тому моменту было уже 35 лет. Сумма контракта Ленглен составляла 75 тысяч долларов, а Браун должна была, по слухам, получить 30 тысяч. Пайл также заключил контракт с четвёртой ракеткой Франции Полем Фере и звездой американского тенниса, двукратным олимпийским чемпионом и обладателем Кубка Дэвиса Винсентом Ричардсом, наряду с ещё двумя менее известными теннисистами. Первый профессиональный теннисный матч в истории состоялся 9 октября 1926 года в Нью-Йорке на крытой арене «Медисон-сквер-гарден», в присутствии 13 тысяч зрителей. В теннисных кругах возникновение профессионального тура было воспринято со смешанными чувствами, вызвав как поддержку, так и резкую критику.
Однако Ричардс оказался не столь успешным менеджером, как Пайл, и профессиональный тур перестал приносить доходы, пока в 1931 году к нему не присоединился многократный победитель Уимблдонского турнира, чемпионата США и Кубка Дэвиса Билл Тилден, чьё противостояние с чемпионом США среди профессионалов 1929 года, чехословацким мастером Карелом Кожелугом снова привлекло внимание публики и принесло около четверти миллиона долларов за сезон.

## Инвентарь

### Корт
В теннис играют на прямоугольной площадке с ровной поверхностью и нанесённой разметкой — корте. Посередине корта натянута сетка, которая проходит по всей ширине, параллельно задним линиям, и разделяет корт на две равные половины. Длина корта — 23,77 м, ширина — 8,23 м (для одиночной игры) или 10,97 м для парной игры.
Линии вдоль коротких сторон корта называются задние линии, вдоль длинных сторон — боковые линии. За границами разметки — дополнительное пространство для перемещения игроков. На корте также обозначаются зоны подачи при помощи линий подачи, параллельных задним линиям и сетке, расположенных на расстоянии 7 ярдов (6,40 м) от сетки и проведённых только между боковыми линиями для одиночной игры, а также центральной линии подачи, проведённой посередине корта параллельно боковым линиям и между линиями подачи. Центральная линия подачи отображается также на сетке при помощи вертикальной белой полосы, натянутой от поверхности корта до верхнего края сетки.
На задних линиях наносится короткая отметка, обозначающая их середину.
Все нанесённые на площадке линии являются частью корта. Мяч, попавший или едва задевший линию, тоже засчитывается. Таким образом, внешние края линий являются границей корта.
Существуют различные виды покрытий теннисных кортов: травяные, грунтовые, твёрдые, либо синтетические ковровые (искусственная трава, акриловые покрытия). Тип покрытия влияет на отскок мяча и динамику передвижения игроков, поэтому стратегии игры на кортах с разными покрытиями могут кардинально различаться. При этом, нет какого-то одного предпочтительного покрытия, и даже самые престижные профессиональные турниры проводятся на кортах разных типов.
Стандартный размер сетки для большого тенниса составляет 1,07 м х 12,8 м, и имеет квадратные ячейки со стороной 40 мм. Крепления могут быть классические винтовые или металлические.

### Ракетка
Для нанесения ударов по мячу игрок использует ракетку, которая состоит из рукоятки и округлого обода с натянутыми струнами. Струнная поверхность используется для ударов по мячу. Обод для ракеток изначально изготавливался из дерева, в настоящее время — из сложных композитов, состоящих из керамики, углеволокна и металлов.
Струны для теннисных ракеток бывают искусственные (нейлон, полиэстер, кевлар) и натуральные (изготавливаются из бычьих жил). Ранее считалось, что натуральные струны обладают наилучшими характеристиками для игры, но современные искусственные струны сравнялись по характеристикам с натуральными. Кроме того, натуральные струны дороже, подвержены влиянию влаги, менее долговечны и требуют деликатного ухода. Натяжка струн производится на специальных станках, иногда вручную. Сила натяжения горизонтальных и вертикальных струн, как правило, разная, и горизонтальные струны натягивают с усилием на 2 кг меньше. Стандартная натяжка на новых ракетках 26 на 24 кг. Чем сильнее натяжка струн, тем легче контролировать мяч при ударе, но при этом сила удара меньше. Чем слабее натяжка, тем легче разогнать мяч, но хуже контроль. Тонкие струны натягивают с меньшим усилием, их использование улучшает контроль мяча, но они менее долговечны. Во многом качество струны зависит от её структуры.
Международная федерация тенниса (ITF) в теннисных правилах регламентировала требования к ракеткам. Лимитируются длина ракетки (в сторону увеличения), размер головки (в сторону увеличения), равномерность расположения струн, наличие приспособлений на ракетке (в том числе механических и электронных). Длина ракетки не должна превышать 29 дюймов (73,66 см), при этом номинальный размер для взрослых составляет 27 дюймов (68,58 см), для юношей и детей рекомендован следующий ряд: 26, 24, 21, 19 дюймов. Ширина ракетки не должна превышать 12,5 дюймов (31,75 см), а размер струнной поверхности ракетки (СПР), то есть внутренний размер (до обода) — 11,5 дюймов (29,21 см) в ширину и 15,5 дюймов (39,37 см) в длину. Обычно изготовители ракеток не приводят линейных размеров головок ракеток, они паспортизуют площадь струнной поверхности ракетки (СПР).
В процессе конкурентной борьбы на рынке производителей ракеток сформировалась более-менее устойчивая «группировка» из двух десятков фирм — производителей. Кроме того, фирмы изготавливают ракетки под уровень игры теннисистов (PRO, CLUB, TUR и т. п.), так как чем выше мастерство теннисиста, тем более чувствителен он к параметрам ракетки. Профессионалы высокого уровня, как правило, играют ракетками, выполненными фирмами по индивидуальному заказу, учитывающими их игровые и анатомические особенности. Обновление моделей происходит примерно через год — два, но наиболее популярные модели могут производиться и на протяжении более длительного срока.
Теннисная ракетка подбирается индивидуально под каждого игрока, также индивидуально выбирается теннисистом наиболее удобная хватка ракетки для каждого удара.

### Мяч
Для игры используется полый резиновый мяч. Снаружи мяч покрыт пушистым войлоком для придания определённых аэродинамических свойств. Используемые на крупных соревнованиях мячи должны соответствовать установленным критериям, к которым относятся размер 65,41—68,58 мм, масса 56,0—59,4 г, уровень деформации, а также цвет. Жёлтый и белый цвета утверждены теннисной ассоциацией США и ITF. Флуоресцентный жёлтый, также известный как оптический жёлтый цвет был введён в 1972 году как наиболее заметный цвет для телевидения, при этом в любительском спорте могут встречаться и другие яркие цвета. На поверхность шара наносится замкнутая линия характерной формы. Наиболее распространены мячи с давлением порядка двух атмосфер, но бывают мячи без внутреннего давления, изготовленные из более жёсткой резины для обеспечения отскока.
В XVI веке мячи для тенниса изготавливались из покрытой шерстью плёнки желудка овцы или козы, связанной верёвкой. В XVIII веке три четверти полоски шерсти были намотаны плотно вокруг ядра, сделанного путём прокатки полос в маленький шарик. Затем он был перевязан нитками во всех направлениях и обшит белой тканью. В 1850-е годы была изобретена вулканизированная резина, и с тех пор резиновые мячи стали стандартом. Первые мячи из резины были серого или красного цвета и не имели внутреннего давления.

## Правила игры
Игроки (команды) находятся по разные стороны сетки. Один из них (или одна из команд) является подающим и вводит мяч в игру, производит подачу. Соперник подающего — принимающий подачу. Задача игроков — направлять мяч ударами ракетки на сторону соперника, попадая при этом мячом в границы корта. Игрок должен успеть в свою очередь ударить по мячу, пока тот не коснулся корта более одного раза. Кроме приёма подачи, когда следует дождаться падения мяча в квадрат, возможно в том числе ударить по мячу, не дожидаясь его падения на корт — сыграть с лёта. Игрок, допустивший ошибку, проигрывает розыгрыш, а его соперник набирает очко.
Игрокам необходимо набирать очки для выигрышей геймов (минимум 4 мяча, но с разницей не менее, чем два мяча). Первый, второй и третий мячи одного игрока в гейме традиционно называются соответственно "15 очков", "30 очков" и "40 очков", но эти числа лишь дань традиции, они ни на что практически не влияют. Игрок подаёт попеременно в левый и правый квадраты, находясь при этом за лицевой линией с противоположной требуемому квадрату стороны. На подачу игроку даются две попытки. Попытка считается реализованной, если мяч не попал в требуемый квадрат. Если при подаче мяч задел сетку и попал в нужный квадрат, попытка переигрывается. После розыгрыша гейма подача переходит к сопернику. После розыгрыша нечётного числа геймов игрокам даётся минутный перерыв и производится смена сторон. Игрок, первым выигравший 6 геймов (при условии, что его соперник выиграл не более 4 геймов), считается выигравшим «сет». После счёта в сете 5:5 для выигрыша сета необходимо выиграть два гейма подряд. При счёте 6:6, как правило, играется тай-брейк (выигрыш не менее 7 мячей, но с разницей не менее, чем два мяча). Для выигрыша матча необходимо выиграть 2 из 3 либо 3 из 5 сетов, при этом общее возможное число сетов (3 или 5) изначально задаётся регламентом соревнования. Как только один из игроков набирает необходимое количество выигранных сетов, матч завершается.
Ширина границ корта различна для соревнований между индивидуальными игроками и командами-парами. Разметка может быть общей для обоих случаев, в каждом из которых актуальной является своя линия границы.
В официальных матчах всегда присутствует судья, который для лучшего обзора корта сидит на возвышении — вышке, поэтому его называют судьёй на вышке. Судья имеет абсолютное право выносить решения, и оспаривать их в теннисе считается плохим тоном. Судье на вышке помогают судьи на линии (линейные судьи), которые определяют, приземлился ли мяч в пределах корта.
С сезона 2006 года на турнирах WTA и ATP стали официально применяться системы электронного судейства (Ястребиный глаз (Hawk-Eye)). Такие системы позволяют с высокой точностью определить точку падения мяча и тем самым снизить количество судейских ошибок и спорных ситуаций. С 2018 года распространение в туре WTA стала использоваться также альтернативная система — FoxTenn Real Bounce.

## Турниры
Теннисные турниры обычно разделяются на мужские и женские. В каждом турнире может участвовать заранее определённое количество игроков. Наиболее распространены соревнования одиночные мужские и женские, парные мужские и женские (участвуют команды из двух игроков одного пола), смешанные парные (команды из игроков обоих полов). Нередко проводятся турниры для определённой возрастной группы: детские, юношеские, турниры ветеранов. Существуют также турниры для инвалидов.
Наиболее крупные и представительные турниры проводятся в рамках ATP-тура для мужчин и WTA-тура для женщин. Победители и участники турниров получают призовые деньги, а также очки, на основе которых строятся мировые рейтинги среди мужчин (рейтинг ATP) и женщин (рейтинг WTA).
Самыми престижными считаются турниры Большого шлема, в число которых входят Открытый чемпионат Австралии, Открытый чемпионат Франции, Уимблдонский турнир и Открытый чемпионат США. Затем следуют турниры серии Мастерс-1000, являющиеся обязательными для участия. Также профессиональные турниры имеют ранг 500 и 250. Отдельной категорией являются Итоговые турниры для Топ-8 рейтинга по итогам года в обоих разрядах, которые по рейтингу считаются выше Мастерсов.
Проводятся также турниры среди национальных сборных среди мужчин — Кубок Дэвиса, среди женщин — Кубок Федерации и среди смешанных команд — кубок Хопмана. Эти соревнования проводятся под эгидой Международной федерации тенниса (ITF). С 2020 года в календаре появился турнир ATP Cup для сборных среди мужчин, проходящий в Австралии.
В России проводится по 2 турнира для мужчин и женщин — Кубок Кремля, проходящий в Москве в октябре одновременно для мужчин и женщин; Санкт-Петербург Open — в феврале WTA, в сентябре ATP. Российские теннисные турниры регламентируются НП Российский теннисный тур.

### Показательные турниры
Существует ряд показательных турниров, проводимых, как правило, в теннисном межсезонье (ноябрь — январь).
Среди ныне существующих показательных турниров можно[кто?] выделить:
- AAMI Classic
- Кубок Хопмана — не проводится с 2020 года
- Мировой теннисный чемпионат в Абу-Даби
- Suzuki Warsaw Masters
- Женский выставочный турнир в Сингапуре
- Masters France
- Открытый чемпионат Ле-Туке
- Кубок Лейвера

С 2017 года в Милане впервые прошёл новый показательный турнир Next Gen ATP Finals с участием лучших теннисистов мира до 21 года.

## Теннис в филателии

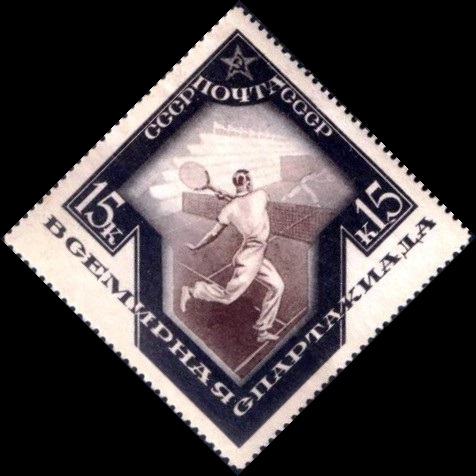
Почтовая марка СССР, 1935 год. Серия «Спорт в СССР. Всемирная Спартакиада»
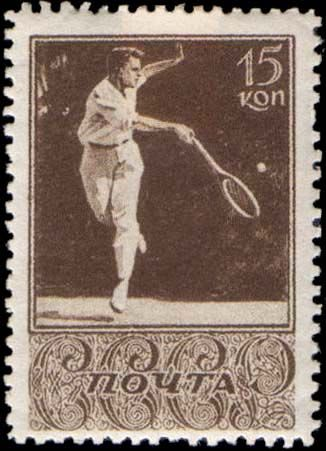
Почтовая марка СССР, 1938 год. Серия «Спорт в СССР»
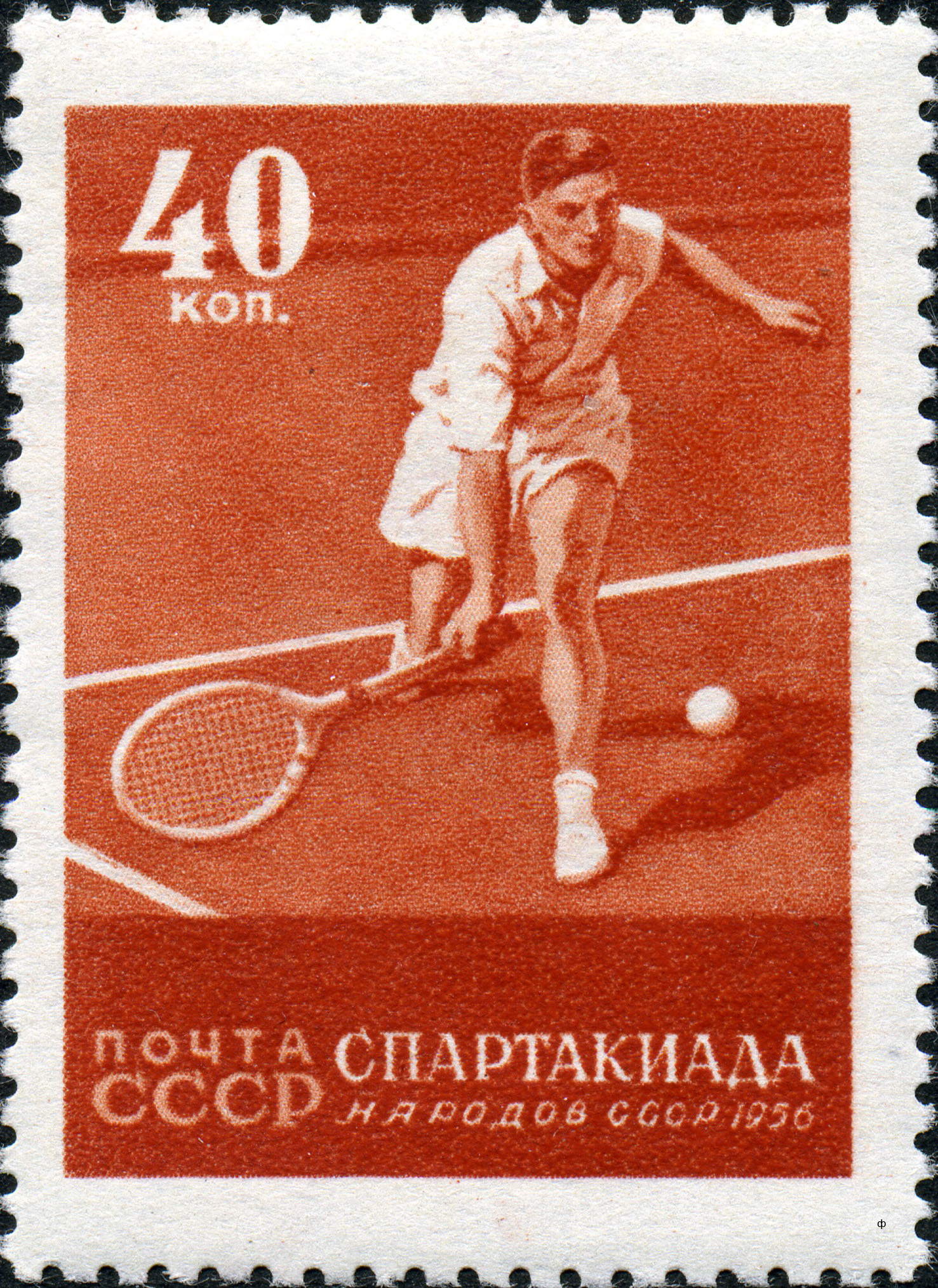
Почтовая марка, 1956 год